# Djurgårdens IF Fotboll 1924
Djurgårdens IF Fotboll, säsongen 1924.

## Spelartrupp 1924
- A Andersson
- Karl Andersson
- Rikard Andersson
- Sune Andersson
- Tage Bergman
- Birger Danielsson
- Georg Emke
- K Gustafsson
- Algot Haglund
- Einar Hemming
- Harry Sundberg

## Matcher 1924

### Träningsmatch
- 23 november 1924, Gamla Ullevi: IFK Göteborg – Djurgårdens IF 2–1 (DIF-målskytt: Sune Andersson) [2]